# Awala-Yalimapo

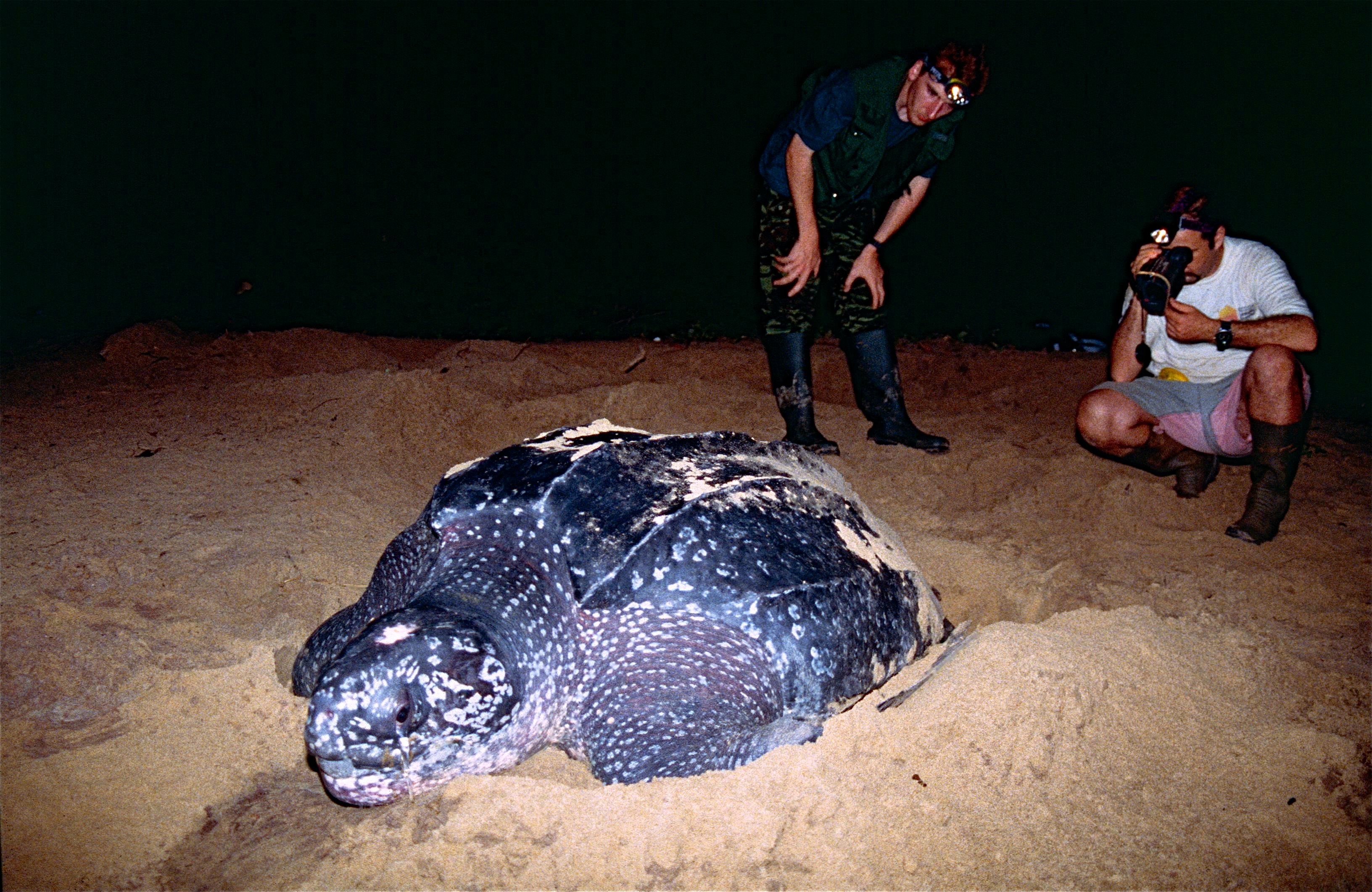
Tortuga gigante poniendo sus huevos en una de las playas de Awala-Yalimapo

Awala-Yalimapo es una comuna francesa ubicada en la costa norte de la Guayana Francesa, cerca de la frontera con Surinam. La principal localidad es Awala, sede del edificio municipal. Otras localidades son: Yalimapo, Ayawanade y Piliwa. Todas estas localidades son villas indígenas Kal'ina.
La comunda fue creada el 1 de enero de 1989 al segregarse su territorio de la comuna de Mana. Tiene una extensión de 187,4 km² y una población de 1.305 habitantes (en 2011).
Tanto Awala como Yalimapo son las localidades más septentrionales de la Guayana Francesa.